# رشید سونیایف
رشید سونیایف (انگلیسی: Rashid Sunyaev؛ زاده ۱ مارس ۱۹۴۳) یک دانشمند در زمینه ستاره‌شناس اهل روسیه است.
وی همچنین برنده جوایزی همچون جایزه کرافورد شده است.
وی در سال ۲۰۱۹ به همراه ویاتچسلاو موخانوف و الکسی استروبینسکی، مدال دیراک (ICTP) را دریافت کردند.